# Flavi (lucà)
Flavi (llatí: Flavius) va ser un polític lucà que vivia al temps de la Segona Guerra Púnica i era el cap del partit romà a Lucània. Però l'any 213 aC tot de sobte va capgirar la seva simpatia i va instar als seus conciutadans a declarar-se enemics de Roma. Fins i tot va entregar als cartaginesos a un general romà al qual estava lligat per llaços d'hospitalitat.
Es va entrevistar amb el general Magó el Samnita, cap de les forces cartagineses al Brútium i li va prometre lliurar-li al cònsol Tiberi Semproni Grac (cònsol el 215 aC i 213 aC) amb la condició que Lucània havia de ser lliure i conservar les seves pròpies lleis. Flavi va cridar a Grac al que va prometre la reconciliació amb els que havien abandonat el partit romà, el va portar a una suposada entrevista, i el va conduir a un lloc on Magó ja l'esperava, anomenat Campi Veteres. Hi va haver una breu lluita i Grac va morir a mans dels cartaginesos. Flavi, només iniciar-se l'emboscada, ja va quedar protegit per soldats cartaginesos per evitar-li cap perill.